# Championnat d'Afrique des clubs champions masculin de volley-ball
Le Championnat d'Afrique des clubs champions masculin est la plus prestigieuse compétition de clubs du volley-ball africain.
Le vainqueur est qualifié pour le Championnat du monde des clubs masculin de volley-ball.

## Palmarès

### Palmarès par édition
| édition | Année | Lieu                | Vainqueur         | Finaliste         | Troisième                              |             |
| ------- | ----- | ------------------- | ----------------- | ----------------- | -------------------------------------- | ----------- |
| 1       | 1980  | Le Caire            | Al Ahly SC        | Zamalek SC        |                                        |             |
| 2       | 1983  | Le Caire            | Al Ahly SC (2)    | EP Sétif          | AS Sonel                               |             |
| 3       | 1984  | Port Saïd           | Zamalek SC        | Al Ahly SC        | AS Sonel                               |             |
| 4       | 1985  | Sfax                | CS sfaxien        | Zamalek SC        | NA Hussein Dey                         |             |
| 5       | 1986  | Dakar               | CS Sfax           | Zamalek SC        | AS Sonel                               |             |
| 6       | 1987  | Le Caire            | Zamalek SC        | Al Ahly           | Kano Super stars                       |             |
| 7       | 1988  | Alger               | Mouloudia d'Alger | ES Sétif          | CS Sfax                                |             |
| 8       | 1989  | Sfax                | CS Sfax           | Mouloudia d'Alger | Kano Super stars                       |             |
| 9       | 1990  | Nairobi             | NA Hussein Dey    | Mouloudia d'Alger | Kano Super stars                       |             |
| 10      | 1991  | Casablanca          | Club Africain     | Mouloudia d'Alger | Zamalek SC                             |             |
| 11      | 1992  | Kano                | Club africain     | AS Sonel          | Mouloudia Club d'Oran                  |             |
| 12      | 1993  | Tunis               | Club africain     | Zamalek SC        | Al Ahly                                |             |
| 13      | 1994  | Tunis               | ES Tunis          | NA Hussein Dey    | CS Sfax                                |             |
| 14      | 1995  | Nairobi             | Al Ahly           | Étoile du Sahel   | Telkom Kenya                           |             |
| 15      | 1996  | Abidjan             | Al Ahly           | Étoile du Sahel   | ES Tunis                               |             |
| 16      | 1997  | Dakar               | Al Ahly           | Mouloudia d'Alger | NA Hussein Dey                         |             |
| 17      | 1998  | Tunis               | ES Tunis          | USM Blida         | Étoile du Sahel                        |             |
| 18      | 1999  | Tunis               | CS Sfax           | ES Tunis          | Étoile du Sahel                        |             |
| 19      | 2000  | Tunis               | ES Tunis          | CS Sfax           | Hamra Annaba / saidia sport(3sets a 2) |             |
| 20      | 2001  | Sousse              | Étoile du Sahel   | CS Sfax           | FAP Yaoundé                            |             |
| 21      | 2002  | Abidjan             | Étoile du Sahel   | Zamalek SC        |                                        |             |
| 22      | 2003  | Tlemcen             | Al Ahly           | CO Kélibia        | FAP Yaoundé                            |             |
| 23      | 2004  | Le Caire            | Al Ahly           | CO Kélibia        | NES Tlemcen                            |             |
| 24      | 2005  | Cotonou             | CS Sfax           | FAP Yaoundé       | General service unit                   |             |
| 25      | 2006  | Durban              | Al Ahly           | CS Sfax           | Mouloudia d'Alger                      |             |
| 26      | 2007  | Niamey              | Mouloudia d'Alger | El Geish          | Al Ahly                                |             |
| 27      | 2008  | Misurata            | Zamalek SC        | Al Ahly           | Al Ahly de Tripoli                     |             |
| 28      | 2009  | Le Caire            | Zamalek SC        | Al Ahly           | ES Tunis                               |             |
| 29      | 2010  | Sfax                | Al Ahly           | Zamalek SC        | CS Sfax                                |             |
| 30      | 2011  | Le Caire            | Al Ahly           | Kenya Prisons     | El Geish                               |             |
| 31      | 2012  | Sousse              | Zamalek SC        | Étoile du Sahel   | NR Bordj Bou Arreridj                  |             |
| 32      | 2013  | Tripoli             | CS Sfax           | ES Tunis          | Al Ahly de Tripoli                     |             |
| 33      | 2014  | Sousse              | ES Tunis          | Al Ahly           | CS Sfax                                |             |
| 34      | 2015  | Sousse              | Al Ahly           | ES Tunis          | Étoile du Sahel                        |             |
| 35      | 2016  | Le Caire            | Tala'ea El Geish  | ES Tunis          | Smouha                                 |             |
| 36      | 2017  | Tunis               | Al Ahly           | Étoile du Sahel   | NR Bordj Bou Arreridj                  |             |
| 37      | 2018  | Le Caire            | Al Ahly           | Tala'ea El Geish  | Smouha                                 |             |
| 38      | 2019  | Le Caire            | Al Ahly           | Smouha            | Al Ahly de Tripoli                     |             |
| -       | 2020  | Non disputé         | Non disputé       | Non disputé       | Non disputé                            | Non disputé |
| 39      | 2021  | Tunis               | ES Tunis          | Zamalek SC        | Asswehly                               |             |
| 40      | 2022  | Kélibia El Haouaria | Al Ahly SC (15)   | ES Tunis          | Gisagara VC                            |             |
| 41      | 2023  | Nabeul El Haouaria  | MS Bousalem       | Zamalek SC        | ASC Ouled Adouane                      |             |
| 42      | 2024  | Le Caire            | Al Ahly SC (16)   | MS Bousalem       | Kenya Prisons                          |             |
| 43      | 2025  | Misrata             | Al Swehly SC      | ES Tunis          | Al Ahly SC                             |             |

### Palmarès par club
| Clubs            | Victoires | Années                                                                                          |
| ---------------- | --------- | ----------------------------------------------------------------------------------------------- |
| Al Ahly SC       | 16        | 1980, 1983, 1995, 1996, 1997, 2003, 2004, 2006, 2010, 2011, 2015, 2017, 2018, 2019, 2022, 2024. |
| CS sfaxien       | 6         | 1985, 1986, 1989, 1999, 2005, 2013                                                              |
| Zamalek SC       | 5         | 1984, 1987, 2008, 2009, 2012                                                                    |
| ES Tunis         | 5         | 1994, 1998, 2000, 2014, 2021                                                                    |
| Club africain    | 3         | 1991, 1992, 1993                                                                                |
| ES Sahel         | 2         | 2001, 2002                                                                                      |
| MC Alger         | 2         | 1988, 2007                                                                                      |
| NA Hussein Dey   | 1         | 1990                                                                                            |
| Tala'ea El Geish | 1         | 2016                                                                                            |
| MS Bousalem      | 1         | 2023                                                                                            |
| Al Swehly SC     | 1         | 2025                                                                                            |

### Palmarès par nation
| Pays    | Victoires | Années |
| ------- | --------- | --- |
| Égypte  | 22        | 1980, 1983, 1984, 1987, 1995, 1996, 1997, 2003, 2004, 2006, 2008, 2009, 2010, 2011, 2012, 2015, 2016, 2017, 2018, 2019, 2022, 2024. |
| Tunisie | 17        | 1985, 1986, 1989, 1991, 1992, 1993, 1994, 1998, 1999, 2000, 2001, 2002, 2005, 2013, 2014, 2021, 2023.                               |
| Algérie | 3         | 1988, 1990, 2007. |
| Libye   | 1         | 2025. |